# L'Alliance New York
L'Alliance New York, dénommée jusqu'en juin 2024 French Institute Alliance Française, en abrégé FIAF, est une organisation américaine à but non lucratif basée à New York et résultant de la fusion opérée en 1971 entre le French Institute et l'Alliance française de New York.
Bénéficiant de subventions de l'État français, l'organisme a son siège au 22 East 60th Street, New York, NY. 
Son objectif est la promotion de la langue et de la culture françaises. Ses moyens d’action sont la mise en œuvre de manifestations culturelles, un centre d’enseignement de la langue française recevant 6 000 étudiants par an, une bibliothèque de 40 000 ouvrages (livres, magazines, CD et DVD) et un programme de soutien culturel aux familles francophones.
L'Alliance New York abrite une galerie d’art, la FIAF Gallery qui organise régulièrement des expositions. Il organise en outre annuellement le festival Crossing The Line où de produisent divers artistes, chanteurs, comédiens ou chorégraphes. Il attribue enfin chaque année le Pilier d’Or, prix décerné à des personnalités pour leur contribution remarquable aux relations franco-américaines.
Depuis fin 2021, elle est présidée par Tatyana Franck succédant ainsi à Marie-Monique Steckel.